# Nati nel 1955/Dicembre
| Questa pagina contiene informazioni ricavate automaticamente dalle voci biografiche con l'ausilio del template Bio e di un bot. L'aggiornamento è periodico e automatico e ricostruisce completamente la pagina. Se manca una persona in questa lista, sei pregato di non aggiungerla, ma accertati piuttosto che la sua voce biografica contenga il template Bio e che i dati anagrafici siano correttamente compilati. Se il template Bio manca, inseriscilo tu stesso o, in alternativa, metti l'avviso {{tmp\|Bio}} che ne segnala la mancanza. Se i dati riportati sono sbagliati, correggi direttamente la voce biografica; le modifiche saranno visibili in questa lista entro pochi giorni. Per chiarimenti vedi il progetto biografie. La lista contiene solo le 249 persone che sono citate nell'enciclopedia e per le quali è stato implementato correttamente il template Bio. Pagina aggiornata al 18 ago 2025. |

- 1º dicembre - Veikko Aaltonen, regista, montatore e sceneggiatore finlandese
- 1º dicembre - Serge Avédikian, attore, regista e sceneggiatore armeno
- 1º dicembre - Uwe Benter, ex canottiere tedesco
- 1º dicembre - Cyrielle Clair, attrice francese
- 1º dicembre - Larry Eustachy, allenatore di pallacanestro statunitense
- 1º dicembre - Verónica Forqué, attrice spagnola († 2021)
- 1º dicembre - Paul Garner, ex calciatore inglese
- 1º dicembre - Stanley Wayne Mathis, attore, cantante e ballerino statunitense
- 1º dicembre - Udit Narayan, cantante indiano
- 1º dicembre - Olivier Rouyer, allenatore di calcio e ex calciatore francese
- 2 dicembre - Nicola Rivelli, politico italiano († 2025)
- 2 dicembre - David Sherbeck, ex tennista statunitense
- 3 dicembre - Pier Ferdinando Casini, politico italiano
- 3 dicembre - Erminio Criscione, criminale italiano († 1992)
- 3 dicembre - Steven Culp, attore statunitense
- 3 dicembre - Brigitte Cuypers, ex tennista sudafricana
- 3 dicembre - Luigi D'Ambrosio Lettieri, politico italiano
- 3 dicembre - Bernd Duvigneau, ex canoista tedesco
- 3 dicembre - Bruce Fordyce, ultramaratoneta sudafricano
- 3 dicembre - Roberto Frabetti, criminale italiano
- 3 dicembre - Gilbert Glaus, ex ciclista su strada svizzero
- 3 dicembre - Massimo Rossi, doppiatore e direttore del doppiaggio italiano
- 3 dicembre - Alberto Tarantini, ex calciatore argentino
- 3 dicembre - Gerardo Werthein, dirigente sportivo, imprenditore e politico argentino
- 4 dicembre - Yasser Ayyash, arcivescovo cattolico giordano
- 4 dicembre - Maurizio Bianchi, musicista italiano
- 4 dicembre - Nicoletta Favero, politica italiana
- 4 dicembre - Gary Graden, direttore di coro, direttore d'orchestra e docente statunitense
- 4 dicembre - Philip Hammond, politico britannico
- 4 dicembre - Manuel Machado, allenatore di calcio portoghese
- 4 dicembre - José Padilla, disc jockey e produttore discografico spagnolo († 2020)
- 4 dicembre - Yōjirō Takita, regista giapponese
- 4 dicembre - Mauro Tedeschini, giornalista italiano
- 4 dicembre - Jean-Philippe Vandenbrande, ex ciclista su strada belga
- 4 dicembre - István Vaskuti, ex canoista ungherese
- 4 dicembre - Mary Ann Vecchio, attivista statunitense
- 4 dicembre - Cassandra Wilson, cantante statunitense
- 5 dicembre - Germano Basile, doppiatore, direttore del doppiaggio e attore teatrale italiano († 2018)
- 5 dicembre - Antonio Forcellino, architetto, storico dell'arte e saggista italiano
- 5 dicembre - Dumitru Găleșanu, giurista, poeta e saggista rumeno
- 5 dicembre - Muffet McGraw, ex cestista e allenatrice di pallacanestro statunitense
- 5 dicembre - Karin Neugebauer, ex nuotatrice tedesca orientale
- 5 dicembre - Cai Qi, politico cinese
- 5 dicembre - Art Still, ex giocatore di football americano statunitense
- 5 dicembre - Juha Tiainen, martellista finlandese († 2003)
- 5 dicembre - Marianne Weber, cantante olandese
- 6 dicembre - Aires Ali, politico mozambicano
- 6 dicembre - Rick Buckler, musicista britannico († 2025)
- 6 dicembre - Eduardo Luís, allenatore di calcio e ex calciatore portoghese
- 6 dicembre - Timothy Glass, ex schermidore statunitense
- 6 dicembre - Washington González, ex calciatore uruguaiano
- 6 dicembre - Ali Rabiei, politico iraniano
- 6 dicembre - Bright Sheng, compositore cinese
- 6 dicembre - Edward Tudor-Pole, cantante e attore britannico
- 6 dicembre - Tony Woodcock, imprenditore, dirigente sportivo e allenatore di calcio inglese
- 6 dicembre - Steven Wright, comico e attore statunitense
- 7 dicembre - Priscilla Barnes, attrice statunitense
- 7 dicembre - Chuck Loeb, chitarrista statunitense († 2017)
- 7 dicembre - John MacPhail, allenatore di calcio e ex calciatore scozzese
- 7 dicembre - Didier Malga, pilota di rally francese
- 7 dicembre - Predrag Marković, politico serbo
- 7 dicembre - Bob Marlette, produttore discografico statunitense
- 7 dicembre - John McClelland, ex calciatore nordirlandese
- 7 dicembre - Alfio Vandi, dirigente sportivo e ex ciclista su strada italiano
- 7 dicembre - Alessandra Vanzi, attrice e regista teatrale italiana
- 8 dicembre - Claudio Bigagli, attore, drammaturgo e regista italiano
- 8 dicembre - Pino Cacucci, scrittore, sceneggiatore e traduttore italiano
- 8 dicembre - Steve Dils, ex giocatore di football americano statunitense
- 8 dicembre - Nathan East, bassista statunitense
- 8 dicembre - Rubén Israel, allenatore di calcio uruguaiano († 2021)
- 8 dicembre - Ringo Lam, regista, produttore cinematografico e sceneggiatore hongkonghese († 2018)
- 8 dicembre - Muriel Mandrillon, ex sciatrice alpina francese
- 8 dicembre - Kevin McNulty, attore canadese
- 8 dicembre - Martin Semmelrogge, attore e doppiatore tedesco
- 8 dicembre - Kasim Sulton, cantante, bassista e polistrumentista statunitense
- 8 dicembre - Frank Uhlig, ex calciatore tedesco orientale
- 9 dicembre - Otis Birdsong, ex cestista statunitense
- 9 dicembre - Ilze Blicavs, ex cestista australiana
- 9 dicembre - Anne Haigis, cantante, musicista e chitarrista tedesca
- 9 dicembre - Jim Haslett, ex giocatore di football americano e allenatore di football americano statunitense
- 9 dicembre - Terry Jackson, ex giocatore di football americano statunitense
- 9 dicembre - Janusz Kupcewicz, calciatore polacco († 2022)
- 9 dicembre - Takeshi Masu, attore e scrittore giapponese
- 9 dicembre - George de la Peña, attore, ex ballerino e coreografo statunitense
- 10 dicembre - Ana Gabriel, cantante messicana
- 10 dicembre - Mauro Ferroni, ex calciatore italiano
- 10 dicembre - Lothar Krieg, ex velocista tedesco
- 10 dicembre - Javier Salto Martínez-Avial, generale spagnolo
- 10 dicembre - Reinhold Mitterlehner, politico austriaco
- 11 dicembre - Dorothy Benham, modella statunitense
- 11 dicembre - Stu Jackson, ex cestista, allenatore di pallacanestro e dirigente sportivo statunitense
- 11 dicembre - Maria Cristina Marchetti, fisica italiana
- 12 dicembre - Päivi Aaltonen, ex arciera finlandese
- 12 dicembre - Gianna Angelopoulos, politica greca
- 12 dicembre - Héctor Báez, cestista e allenatore di pallacanestro dominicano († 2014)
- 12 dicembre - José Luis Dader, docente e editorialista spagnolo
- 12 dicembre - Peter Daniel, allenatore di calcio e ex calciatore inglese
- 12 dicembre - Abderrahmane Derouaz, ex calciatore algerino
- 12 dicembre - Alfred Leonhard Maluma, vescovo cattolico tanzaniano († 2021)
- 12 dicembre - Eddy Schepers, ex ciclista su strada belga
- 12 dicembre - Sulejman Starova, allenatore di calcio, dirigente sportivo e ex calciatore albanese
- 12 dicembre - Sidqi Subhi, generale egiziano
- 13 dicembre - Emmanuèle Bernheim, scrittrice e sceneggiatrice francese († 2017)
- 13 dicembre - Vincenzo Cirasola, sindacalista e saggista italiano
- 13 dicembre - Paul Enquist, ex canottiere statunitense
- 13 dicembre - Enrico Gatti, violinista italiano
- 13 dicembre - Milan Jovin, ex calciatore jugoslavo
- 13 dicembre - Ottavio Lavaggi, politico italiano
- 13 dicembre - Valerij Loginov, scacchista russo
- 13 dicembre - Joseph Mahmoud, ex siepista francese
- 13 dicembre - Glenn Roeder, calciatore e allenatore di calcio inglese († 2021)
- 13 dicembre - Thomas Römer, filologo e biblista svizzero
- 13 dicembre - Lucia Vasini, attrice italiana
- 14 dicembre - Dan Barrett, trombonista, trombettista e arrangiatore statunitense
- 14 dicembre - Roland Brückner, ex ginnasta tedesco
- 14 dicembre - Hervé Guibert, scrittore, fotografo e sceneggiatore francese († 1991)
- 14 dicembre - Dan Immerfall, ex pattinatore di velocità su ghiaccio statunitense
- 14 dicembre - Paolo Pardini, giornalista e scrittore italiano
- 14 dicembre - John Paulson, imprenditore statunitense
- 14 dicembre - Cino Zucchi, architetto italiano
- 15 dicembre - Martin Havik, ex ciclista su strada e pistard olandese
- 15 dicembre - Pentti Kokkonen, ex saltatore con gli sci finlandese
- 15 dicembre - Renate Künast, politica tedesca
- 15 dicembre - Warren Maxwell, ex danzatore su ghiaccio britannico
- 15 dicembre - Patrick Moya, artista francese
- 15 dicembre - Paul Simonon, bassista britannico
- 16 dicembre - Lorenzo d'Austria-Este, nobile belga
- 16 dicembre - Xander Berkeley, attore e doppiatore statunitense
- 16 dicembre - Carol Browner, politica, avvocato e ambientalista statunitense
- 16 dicembre - Fabrizia Carminati, annunciatrice televisiva e personaggio televisivo italiana
- 16 dicembre - Dale Collings, ex tennista australiano
- 16 dicembre - George Galbraith, ex hockeista su ghiaccio e allenatore di hockey su ghiaccio canadese
- 16 dicembre - Denis Giraudet, copilota di rally francese
- 16 dicembre - Karel Kolář, velocista cecoslovacco († 2017)
- 16 dicembre - Rob Levin, programmatore statunitense († 2006)
- 16 dicembre - Angelo Maggi, attore, doppiatore e direttore del doppiaggio italiano
- 16 dicembre - Burrell Smith, ingegnere statunitense
- 17 dicembre - Brad Davis, ex cestista e allenatore di pallacanestro statunitense
- 17 dicembre - Edmond Enoka, ex calciatore camerunese
- 17 dicembre - Nebojša Kaluđerović, politico e diplomatico montenegrino
- 17 dicembre - Richard Young, attore, regista e fotografo statunitense
- 18 dicembre - Pablo Bartholomew, fotografo indiano
- 18 dicembre - André Geerts, fumettista belga († 2010)
- 18 dicembre - Vijay Mallya, imprenditore e politico indiano
- 18 dicembre - Bogusław Mamiński, ex siepista polacco
- 18 dicembre - Graziano Pattuzzi, politico italiano
- 18 dicembre - Mitch Schauer, scrittore statunitense
- 18 dicembre - Leslie Scott, autrice di giochi britannica
- 18 dicembre - Joel Surnow, sceneggiatore e produttore cinematografico statunitense
- 18 dicembre - Paolo Terreni, giornalista, disegnatore e scrittore italiano († 2013)
- 18 dicembre - Dario Veca, attore italiano
- 18 dicembre - Aleksej Venediktov, giornalista e storico russo
- 18 dicembre - John Zaffis, conduttore televisivo statunitense
- 19 dicembre - Alfredo Castro, attore e regista teatrale cileno
- 19 dicembre - Gianni De Berardinis, disc jockey, chitarrista e conduttore radiofonico italiano
- 19 dicembre - Marek Dziuba, ex calciatore polacco
- 19 dicembre - Gerhard Heer, ex schermidore tedesco
- 19 dicembre - Ann Misiewicz, ex cestista australiana
- 19 dicembre - Rob Portman, politico e avvocato statunitense
- 19 dicembre - Federico Sanguineti, filologo e italianista italiano († 2025)
- 19 dicembre - Thaisa Storchi Bergmann, astrofisica brasiliana
- 19 dicembre - Alessandro Vivarelli, attore, sceneggiatore e produttore cinematografico italiano († 1996)
- 20 dicembre - Teresa Armato, politica e giornalista italiana
- 20 dicembre - Mike Cobb, ex giocatore di football americano statunitense
- 20 dicembre - Hollis Copeland, ex cestista statunitense
- 20 dicembre - Terry Johnson, regista teatrale, drammaturgo e sceneggiatore britannico
- 20 dicembre - Ed Kuepper, cantante e chitarrista tedesco
- 20 dicembre - Hans-Jürgen Riediger, ex calciatore tedesco orientale
- 20 dicembre - Martin Schulz, ex politico tedesco
- 20 dicembre - Roy Spencer, climatologo statunitense
- 20 dicembre - Raymond Townsend, ex cestista statunitense
- 21 dicembre - Kim Cascone, compositore statunitense
- 21 dicembre - Ute Christensen, attrice tedesca
- 21 dicembre - Christine Dearlove, ex cestista inglese
- 21 dicembre - Felix Gasselich, ex calciatore austriaco
- 21 dicembre - Jane Kaczmarek, attrice statunitense
- 21 dicembre - Peter Oundjian, violinista e direttore d'orchestra canadese
- 21 dicembre - Leyla Yunus, attivista azera
- 22 dicembre - Antonella Anedda, poetessa e saggista italiana
- 22 dicembre - Adriana Brodsky, attrice argentina
- 22 dicembre - Jean-Louis Gauthier, ciclista su strada francese († 2014)
- 22 dicembre - Galina Murašova, ex discobola sovietica
- 22 dicembre - Jorge Nelson Ramírez, ex calciatore peruviano
- 22 dicembre - Lázár Szentes, allenatore di calcio e ex calciatore ungherese
- 22 dicembre - Thomas Südhof, biologo tedesco
- 22 dicembre - Roland Wagner, ex calciatore francese
- 23 dicembre - Stefan Arngrim, attore canadese
- 23 dicembre - Francesco Cataluccio, scrittore, critico letterario e archivista italiano
- 23 dicembre - Susanna Cherchi, politica italiana
- 23 dicembre - Tadeusz Dembończyk, sollevatore polacco († 2004)
- 23 dicembre - Carol Ann Duffy, poetessa e drammaturga scozzese
- 23 dicembre - Salvatore Garritano, allenatore di calcio e ex calciatore italiano
- 23 dicembre - Victoire Jasmin, politica francese († 2023)
- 23 dicembre - Grace Knight, cantautrice e musicista britannica
- 23 dicembre - Paul Kratka, attore statunitense
- 23 dicembre - Li Fubao, calciatore cinese († 2025)
- 23 dicembre - Andy McIntyre, ex rugbista a 15 australiano
- 23 dicembre - Junji Nishimura, regista giapponese
- 23 dicembre - Loris Stafoggia, arbitro di calcio e dirigente sportivo italiano († 2010)
- 24 dicembre - Grand L. Bush, attore statunitense
- 24 dicembre - Mizuho Fukushima, politica e avvocato giapponese
- 24 dicembre - Clarence Gilyard Jr., attore statunitense († 2022)
- 24 dicembre - Adam Kuligowski, scacchista polacco
- 24 dicembre - Gary Lachman, scrittore e musicista statunitense
- 24 dicembre - Antonio Leccese, mafioso italiano († 1981)
- 24 dicembre - Stefano Tassinari, scrittore, drammaturgo e sceneggiatore italiano († 2012)
- 24 dicembre - László Vágner, arbitro di calcio ungherese
- 25 dicembre - Cock van de Lagemaat, ex cestista olandese
- 25 dicembre - Robert Christopher Ndlovu, arcivescovo cattolico zimbabwese
- 25 dicembre - Brett Vroman, ex cestista statunitense
- 26 dicembre - Evan Bayh, politico statunitense
- 26 dicembre - Zlatko Lagumdžija, politico bosniaco
- 26 dicembre - Michele Mari, scrittore, traduttore e poeta italiano
- 26 dicembre - Glenn Mosley, ex cestista statunitense
- 26 dicembre - Marco Pagani, doppiatore, direttore del doppiaggio e attore italiano
- 27 dicembre - Stefano Berni, politico italiano
- 27 dicembre - Martine Clozel, imprenditrice svizzera
- 27 dicembre - Giovanni Gastel, fotografo, scrittore e poeta italiano († 2021)
- 27 dicembre - Dawood Ibrahim, mafioso e terrorista indiano
- 27 dicembre - Barbara Olson, giornalista statunitense († 2001)
- 28 dicembre - Aleksandras Abišala, politico lituano
- 28 dicembre - Vincenzo Bernazzoli, politico italiano
- 28 dicembre - Vladimiro Conti, doppiatore italiano
- 28 dicembre - Alberto Forchielli, imprenditore e opinionista italiano
- 28 dicembre - Johannes Grieser, regista, attore e sceneggiatore tedesco
- 28 dicembre - Vincenzo Iovine, politico italiano
- 28 dicembre - Karin Junek, ex cestista peruviana
- 28 dicembre - Liu Xiaobo, attivista, critico letterario e scrittore cinese († 2017)
- 29 dicembre - Jim Allen, ex cestista statunitense
- 29 dicembre - Chubby Cox, ex cestista statunitense
- 29 dicembre - Angelo Farrugia, politico maltese
- 29 dicembre - Antonio Iezzi, ex calciatore belga
- 29 dicembre - Federico Pinedo, politico argentino
- 29 dicembre - Pavel Složil, ex tennista e allenatore di tennis ceco
- 29 dicembre - Jan Versleijen, allenatore di calcio e dirigente sportivo olandese
- 30 dicembre - Gabriel Aghion, regista e sceneggiatore egiziano
- 30 dicembre - Kenneth Fjelde, ex calciatore norvegese
- 30 dicembre - Kim Hae-sook, attrice sudcoreana
- 30 dicembre - Sheryl Lee Ralph, attrice, cantante e produttrice teatrale statunitense
- 30 dicembre - Sanne Salomonsen, cantante danese
- 30 dicembre - Antonio Savasta, collaboratore di giustizia e ex brigatista italiano
- 30 dicembre - Aldo Stella, doppiatore e direttore del doppiaggio italiano
- 30 dicembre - Dindo Yogo, cantante della Repubblica Democratica del Congo († 2000)
- 30 dicembre - Andrea Zingoni, regista, scrittore e artista italiano
- 31 dicembre - Gerhard Acktun, attore, doppiatore e conduttore radiofonico tedesco
- 31 dicembre - Gregor Braun, ex pistard, ciclista su strada e dirigente sportivo tedesco
- 31 dicembre - Carlos Melanio Espínola, allenatore di calcio e ex calciatore paraguaiano
- 31 dicembre - Jim Pillen, politico statunitense
- 31 dicembre - Jaime Soto, vescovo cattolico statunitense